# Vera Mityagina
Vera Fedorovna Demina nascida Mityagina (em russo:  Вера Федоровна Демина (Митягина); 1911 – 1984) foi uma piloto soviética e a primeira mulher no mundo a comandar um dirigível, aos 28 anos.
Em 1937, ela comandou uma tripulação totalmente feminina em uma aeronave USSR-V1.

## Biografia
Vera nasceu em 1911. Trabalhava como telefonista em Moscou ao mesmo tempo em que tinha aulas de voo na Osoaviakhim, onde também teve aulas de controle aéreo. Depois das aulas teóricas, Vera voou em balões antes de ser permitida a voar em aeronaves. Em seu primeiro voo de balão, um acidente aconteceu a quase dois mil metros de altura, quando seu balão começou a pegar fogo. Com o auxílio de seu comandante, Vera conseguiu cortar uma parte do tecido do balão e improvisar um paraquedas, que a levou com segurança até o chão. Vera se formou na escola de voo em 1932.

## Carreira
Depois de se formar, Vera começou a comandar balões e dirigíveis. Aos 22 anos, junto de Yevgenia Khovrina, participaram de um voo promocional em um balão onde se lia "a fim de melhorar ainda mais as qualificações e em homenagem ao Dia Internacional da Mulher."
Em 1937, com apenas 28 anos, junto de sua tripulação de voo que consistia em Lyudmila Vasilievna Eichenvald, co-piloto, e Yevgeniya Khovrina, como técnica de voo, Vera comandou a primeira tripulação totalmente feminina em um dirigível. Seu voo foi em um dirigível USSR-V1.
O USSR-V1 foi desenvolvido juntamente com os modelos maiores V2 e V3, que tinham 5.010 e 6.500 metros cúbicos de tamanho, respectivamente. Todos foram desenvolvidos durante o primeiro Plano Quinquenal, que investiu em dirigíveis experimentais. Os modelos V1, V2 e V3 foram todos construídos em Leningrado e provaram ser eficazes para o transporte de passageiros e carga.
No início da Segunda Guerra Mundial, Vera foi enviada para a Frente Ocidental como parte do 18º Esquadrão do Destacamento Aeronáutico. Ao lado de seu colega piloto Viktor Pochekin, Vera fez um reconhecimento aéreo. O avião deles foi abatido perto de Kiev e Vera não conseguiu escapar devido aos ferimentos e ela acabou capturada pelos alemães e presa no campo de concentração de Vladimir-Volynsky, na fronteira da Ucrânia com a Polônia. Devido a seus conhecimentos médicos, ela pôde ajudar prisioneiros feridos no campo. Presumidamente morta, seus parentes fizeram um funeral para ela. No entanto, na primavera de 1945, ela voltou para casa viva.

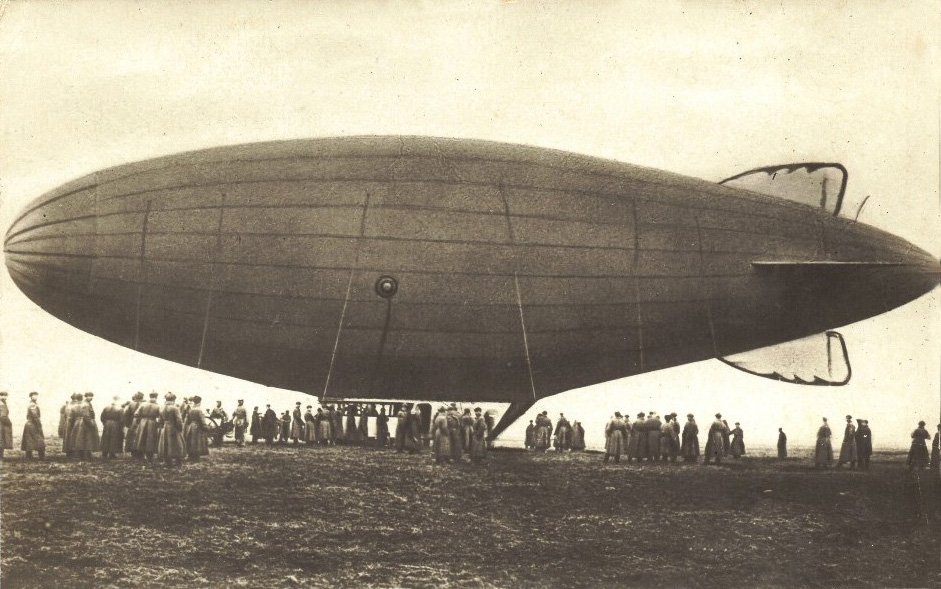
Dirigível USSR V-1

A União Soviética foi o primeiro estado a permitir que mulheres pilotos voassem em combate. Durante a Segunda Guerra Mundial, meses após a invasão alemã, o 122º Grupamento Aéreo totalmente feminino foi formado sob o comando da famosa piloto Marina Raskova. O 122º treinou pilotos, navegadoras, mecânicas e equipes de solo para três novos regimentos: o 568º Regimento de Aviação de Caça, 587º (posteriormente 125º Guarda) Regimento de Aviação de Bombardeiro e 588º Regimento de Aviação de Bombardeiro Noturno (também conhecido como 46º Guarda ou as "Bruxas da Noite"). Esses regimentos de aviação exclusivamente femininos não receberam designação especial e voaram com equipamento soviético padrão até receberem uniformes projetados para mulheres em 1943.

## Vida pessoal
Vera se casou com o comandante Sergey Demin, mas em 6 de fevereiro de 1938, ele morreu aos 32 anos em um acidente com o USSR-V6 perto de Kandalaksha, perto do Círculo Polar Ártico.

## Morte
Vera morreu em 1984, aos 73 anos.